# قلعه تل بابونه (بابینه)

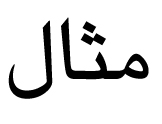
عنوان ۲

قلعه تل بابونه (بابینه) مربوط به دوره قاجار - دوره پهلوی است و در شهرستان کهگیلویه، روستای تل بابونه واقع شده و این اثر در تاریخ ۹ اردیبهشت ۱۳۸۲ با شماره ۸۴۱۱ به‌عنوان یکی از آثار ملی ایران به ثبت رسیده است.